# Montargull (Tarragona)
Montargull es una localidad española, hoy día despoblada, ubicada en el término municipal de Llorac, perteneciente a la provincia de Tarragona, en la comunidad autónoma de Cataluña.

## Historia
Hacia mediados del siglo XIX, la aldea, que ya por entonces compartía ayuntamiento con Llorac, tenía contabilizada una población de 62 habitantes. Aparece descrita en el undécimo volumen del Diccionario geográfico-estadístico-histórico de España y sus posesiones de Ultramar de Pascual Madoz de la siguiente manera:

MONTARGULL: ald. en la prov. de Tarragona (8 leg.), part. jud. de Montblanch (4), aud. terr., c. g. de Barcelona (14), dióc. de Vich (16), forma ayunt. con Llorach de la prov. de Lérida. sit. en una altura que domina gran parte de la Segarra; le combaten con frecuencia los vientos del N., y el clima es frio, pero sano. Tiene 12 malas casas, y una igl. parr. (San Jaime) de la que es aneja la de Raurich, servida por 1 cura de ingreso, de provision real y ordinaria. El térm. confina N. Aguiló; E. Sta. Coloma de Queralt; S. Raurich, y O. Talavera de la prov. de Lérida, part. de Cervera. El terreno es llano, de ínfima calidad, y le cruzan varios caminos locales. El correo lo recogen los interesados en Sta. Coloma. prod.: trigo, cebada, legumbres y poco vino; cria ganado lanar, y caza de conejos, perdices y liebres. pobl.: 10 vec., 62 almas. cap. prod. 626,000. imp. 18,780.
(Madoz, 1848, p. 525)

En la actualidad es un despoblado.

## Patrimonio
En la localidad había una iglesia bajo la advocación de San Jaime.